# 24 Большой Медведицы
24 Большой Медведицы (лат. 24 Ursae Majoris), d Большой Медведицы (лат. d Ursae Majoris), DK Большой Медведицы (лат. DK Ursae Majoris), HD 82210 — одиночная переменная звезда в созвездии Большой Медведицы на расстоянии приблизительно 105 световых лет (около 32,3 парсеков) от Солнца. Видимая звёздная величина звезды — от +4,618m до +4,56m. Возраст звезды оценивается как около 1 млрд лет.

## Характеристики
24 Большой Медведицы — жёлтый гигант или субгигант, эруптивная переменная звезда типа RS Гончих Псов (RS:) спектрального класса G4III-IV или G5IV. Масса — около 1,9 солнечной, радиус — около 4,6 солнечных, светимость — около 14,9 солнечных. Эффективная температура — около 5299 К. Является мощным источником рентгеновского излучения со светимостью 207,4⋅1028 эрг⋅с−1.